# Ponte dei Nibelunghi (Ratisbona)

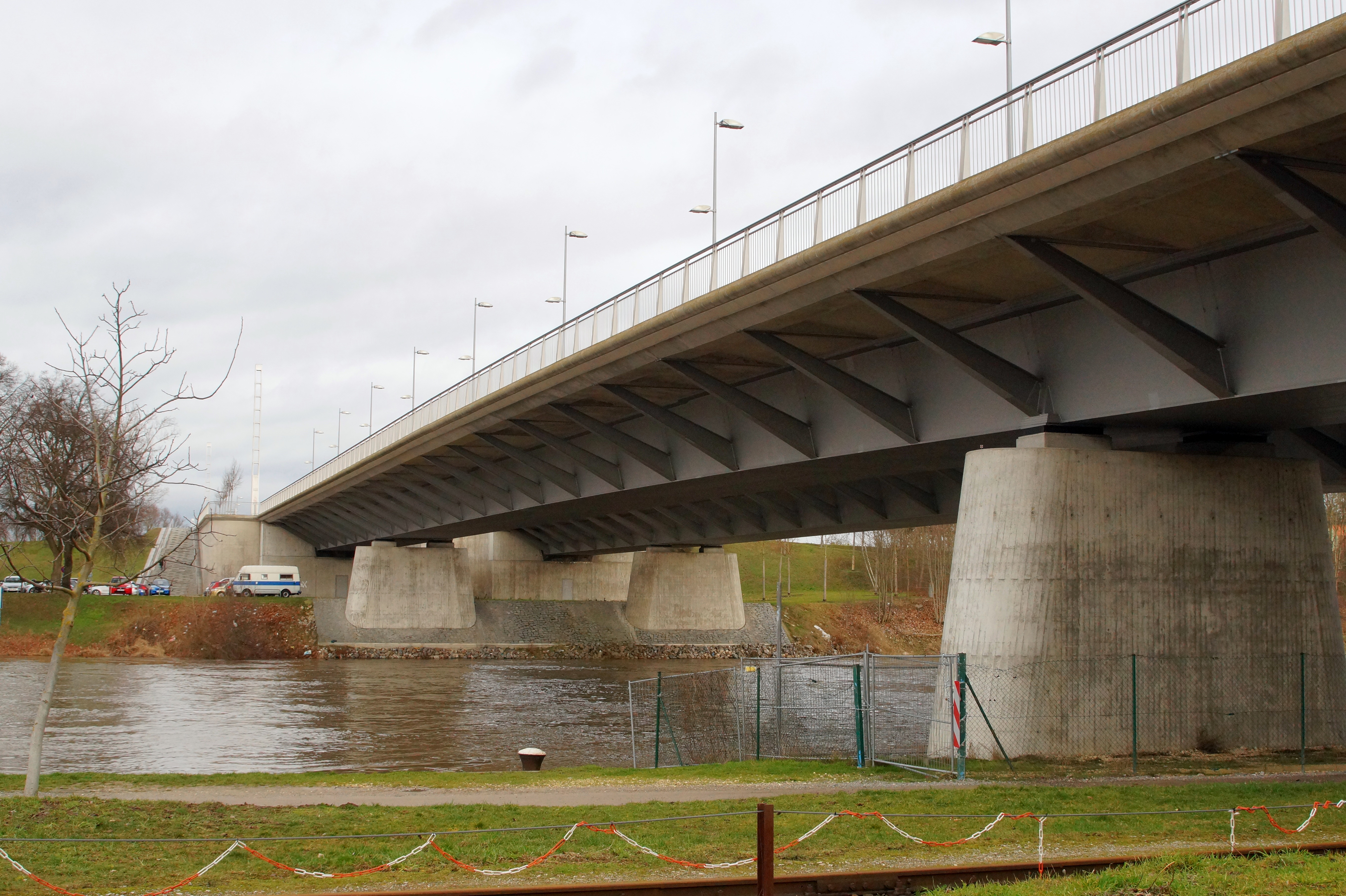
Il "Ponte dei Nibelunghi" a Ratisbona.

Il ponte dei Nibelunghi (de. Nibelungenbrücke) è un ponte a doppia corsia con due sezioni che valica il Danubio al chilometro 2378.39 a Ratisbona in Germania. Il ponte attuale, il terzo sul sito, è stato eretto nel 2001-2004 in sostituzione della struttura del 1950, ormai inadeguata al traffico, che aveva sostituito il ponte originario del 1938, costruito dal III Reich e distrutto durante la seconda guerra mondiale. Con una media di 42.000 veicoli al giorno, è uno dei ponti più importanti della zona di Ratisbona.
La struttura non va confusa con l'omonimo ponte costruito dai nazisti a Linz.

## Il ponte attuale
La struttura datata al 2004 ha 6 corsie, due delle quali riservate esclusivamente ad autobus e taxi. Attualmente fa parte delle autostrade B8 e B15. Con il Ponte Pfaffenstein e il Ponte Schwabelweis, è uno dei tre ponti sul Danubio senza restrizioni di carico. Il ponte è anche importante nei piani per il servizio tram di Ratisbona, come parte del c.d. "asse di servizio". Come ulteriore misura di miglioramento del traffico, prima che il ponte fosse ricostruito, le strade che conducevano ad esso ad ogni estremità furono allargate. Sono previsti il proseguimento di questo allargamento della strada e la costruzione di un altro ponte sul fiume Regen ma è improbabile che ciò si verifichi presto. 

### Costruzione
Il ponte è costituito da due sezioni di design simile sui due bracci del Danubio su entrambi i lati del "Wöhrd inferiore", una delle due isole all'interno della città. Il ponte meridionale ha una lunghezza totale di 168,9 m e attraversa una linea ferroviaria portuale. Il ponte settentrionale è lungo 206,9 m. Entrambi sono a fascio continuo con tre sezioni longitudinali e una larghezza della campata primaria di 90 m. Sul ponte sud, le due campate sono di 39,45 m ciascuna di larghezza; sul ponte nord 58,45 m. Ogni sezione del ponte ha due sovrastrutture lunghe 15,4 m e larghe 3,2 m ad altezza costante con una trave scatolata a cella singola di costruzione composita e una piattaforma in cemento a sbalzo con rinforzi diagonali.

## Storia

### Progetti
I piani per integrare il ponte di pietra, a quel tempo l'unico ponte sul Danubio a Ratisbona, con un nuovo ponte risalgono alla fine del XIX secolo: la struttura era infatti già sovraccaricata dal traffico delle due autostrade imperiali ma per ragioni sconosciute la municipalità non diede seguito ai progetti. Furono invece costruiti ponti più piccoli tra la riva meridionale del fiume e le due isole (Wöhrd Superiore e Inferiore) che si trovano all'interno della città ma nessun ponte aggiuntivo attraversava l'intero fiume. Nel 1926 fu costruito un ponte di barche tra il Wöhrd Inferiore e il quartiere di Weichs, sul sito della campata nord del Ponte dei Nibelunghi, per decongestionare il traffico ma fu utilizzato solo da veicoli legger. 
Nel 1930, iniziò la pianificazione definitiva per un ponte sul Danubio destinato al traffico pesante. Furono considerate tre alternative: 
1. Estendere il ponte di ferro del 1863 sul braccio nord del Danubio con una seconda campata;
2. Costruire un nuovo ponte nel Wöhrd Superiore, integrando o sostituendo una passerella costruita lì nel 1901;
3. Costruire un nuovo ponte a doppia campata per estendere Weißenburgstraße a Weichs (quello che divenne il Ponte dei Nibelunghi).

Nel 1933 furono fatti i piani ufficiali per un nuovo ponte in acciaio. L'architetto Roderich Fick, suggerito dal Ministero degli Interni bavarese, fu incaricato di sovrintendere alla progettazione architettonica mentre la progettazione ingegneristica fu affidato allo studio Gerhard & Zenns di Monaco di Baviera. Fick voleva che il nuovo ponte di cemento apparisse il più snello e sereno possibile in contrasto con il vecchio ponte di pietra. Un conteggio del traffico sul ponte di pietra di un sabato all'inizio del 1934 riportava 40.000 pedoni, 14.500 ciclisti, 5.500 veicoli di ogni tipo e 278 tram. La città decise quindi di aggirare la Città Vecchia ad est, di costruire un nuovo ponte sul fiume Regen (il Frankenbrücke ) e di finanziare entrambi. In estate il costo di costruzione sia stato stimato in quasi 5,05 milioni di RM che portarono a una disputa tra la città, lo stato della Baviera e il Reichswehr che era fortemente interessato al ponte sul Danubio. Nell'estate del 1935 fu convenuto che i costi sarebbero stati ripartiti tra il Reich, la città, la Baviera e il Reichswehr, e iniziarono i preparativi per la costruzione.

### Il ponte del 1938
Il ponte fu titolato ad Hitler ("Ponte Adolf Hitler") e, il 21 dicembre 1935, il ministro degli interni bavarese Adolf Wagner lo dedicò "alla gloria dello stato, della Ostmark bavarese e della Germania nazionalsocialista". I lavori iniziarono all'arco settentrionale, tra Wöhrd Inferiore e Weichs; i lavori sulla sponda sud, tra Weißenburgstraße e Wöhrd Superiore, iniziarono nell'estate del 1936. Nel 1937 la campata nord aprì al traffico e le riparazioni iniziarono immediatamente sul ponte di pietra. Il 18 giugno 1938 aprirono la campata sud e la Frankenbrücke e il 16 luglio il ministro Wagner battezzò cerimonialmente il ponte. Diverse migliaia di persone parteciparono ai festeggiamenti e ai fuochi d'artificio quella sera.
Il 23 aprile 1945, il ponte fu fatto saltare per rallentare l'avanzata degli Alleati e in gran parte distrutto.

### Il ponte del 1950
Immediatamente dopo la fine della guerra, iniziarono i lavori per lo sgombero delle macerie e l'istituzione di un servizio di traghetti tra Weichs e il Wöhrd Inferiore per gestire il traffico. Successivamente fu realizzato un ponte di barche. Nel 1950, un ponte di sostituzione, solo leggermente modificato rispetto al progetto di Fick, fu aperto al traffico e chiamato "Ponte dei Nibelunghi" (de. Nibelungenbrücke). Nel 1964 la città allargò il ponte da 2 a 4 corsie eliminando le piste pedonali e ciclabili. Nel 1997, quando il vecchio ponte di pietra venne chiuso al traffico, il Ponte dei Nibelunghi dovette accogliere quasi 50.000 veicoli al giorno. L'aumento delle sollecitazioni alla struttura in acciaio ha rapidamente superato i livelli accettabili, quindi la pianificazione di un nuovo ponte è iniziata nel 2001. 

### La costruzione del terzo ponte (2001-2004)
Il 3 marzo 2001, la prima pietra del nuovo Ponte dei Nibelunghi è stata posata dal sindaco di Ratisbona, Hans Schaidinger, e dal ministro degli interni bavarese, Günther Beckstein. Il vecchio ponte doveva prima essere spostato 8 m lateralmente in modo che il traffico potesse continuare a utilizzarlo. La cosa è proseguita senza ulteriori restrizioni fino a luglio, quando le corsie in direzione est dovevano essere chiuse per 4 settimane mentre i pilastri del ponte erano stati estesi 10 m e le rotaie installate in preparazione per lo spostamento del vecchio ponte. Gli autobus hanno continuato a utilizzare la metà settentrionale del ponte sino al 8 agosto, giorno della movimentazione. Il 30 agosto 2001, l'intera tratta del ponte è stata riaperta. 
I lavori sono iniziati sulle nuove campate occidentali nell'agosto 2001 e sono stati completati il 9 novembre 2002. Il traffico è stato quindi reindirizzato attraverso la nuova metà e il vecchio ponte è stato per lo più demolito. Dopo che le macerie furono ripulite, la costruzione delle campate orientali iniziò e terminò nell'aprile 2004. Dopo che il ponte fu completamente aperto al traffico, i compiti finali consistevano nel tracciare segnalazioni stradali permanenti e nella costruzione di percorsi pedonali e ciclabili sul lato ovest; durante la costruzione non c'era stato spazio per questi. Tutta la costruzione fu completata a metà giugno 2004. 
Il costo del ponte è stato aumentato di almeno 7,6 DM milioni dalla necessità di acquisire più acciaio a causa di un errore di immissione dei dati combinato con una sottostima.

## Sculture
Per il Ponte Adolf Hitler del 1938, lo scultore di Monaco Albert Allman fu incaricato di scolpire un gruppo di fanciulle e un'aquila monumentale nazista. Allman aveva poca esperienza come scultore monumentale; era noto per i nudi art deco. Chiese del porfido per l'aquila ma gli fu richiesto di usare del granito. Iniziò i lavori con un anno di ritardo e quando il ponte fu dedicato l'aquila non era ancora pronta: fu necessario aggiungerla con un fotomontaggio nei ritratti ufficiali. Una volta completata nel 1939, l'aquila di 9 metri pesava 12 t e aveva un costo di 18.000 RM. Nel marzo del 1940 fu installato in un belvedere semicircolare tra le due parti del ponte.
L'aquila fu montata sul Ponte dei Nibelunghi del 1950 come Stemma della Germania, rivolta ad est, con la svastica omessa dalla ghirlanda di quercia nei suoi artigli. Fu spesso deturpato da graffiti e dipinto di vari colori. Anche le fanciulle furono poste sul nuovo ponte.
L'11 luglio 2001, nell'ambito dei preparativi per lo spostamento del ponte del 1950 prima della sua demolizione, l'aquila e le fanciulle furono trasferite in deposito. Fu annunciato al momento che la città avrebbe trovato un uso appropriato per l'aquila ma a partire dal 2008 era ancora in deposito, nonostante un invito del 2003 per proposte di artisti famosi e una mostra dei suggerimenti che includeva il confezionamento alla maniera di Christo e permettendo alla natura di recuperarla lasciando crescere l'erba su di essa. Altre idee hanno incluso frantumarla e rimontarla a caso e un imprenditore locale una volta si è offerto di acquistarla per metterla nel suo giardino.

## Strutture associate al ponte
- Un mercato del pesce faceva parte del ponte del 1950 ma apparentemente non durò a lungo.
- Dal 1964 al 2001, l'Eisstadion an der Nibelungenbrücke, ex sede del club di hockey su ghiaccio di Ratisbona,[2] si trovava sull'isola vicino al ponte del 1950. Fu demolito durante la costruzione del nuovo ponte.
- Un garage di quartiere per quasi 70 veicoli si trova dietro il pilastro sud dell'attuale ponte.